# Fanta Free Orange
|  | Sammenskrivningsforslag Artiklen Fanta Free Orange er foreslået føjet ind i Fanta. (Siden juli 2019) Diskutér forslaget |

Fanta Free Orange er et produkt fra Coca-Cola Company. Det er en videre udvikling af Coca-Cola produktet Fanta. Det er en light version, der indeholder mindre kalorier, end den oprindelige.
Den blev først introduceret i 1984, i USA, men kom til Danmark i 1991. Den hedder i USA Fanta light eller Diet Fanta.
| Mad og drikke | Spire Denne artikel om mad og drikke er en spire som bør udbygges. Du er velkommen til at hjælpe Wikipedia ved at udvide den. |